# In die Sonne schauen
In die Sonne schauen (em inglês: Sound of Falling) é um filme alemão de drama dirigido e co-roterizado por Mascha Schilinski. Ele conta a historia de quatro gerações de mulheres conectadas por uma fazenda em Altmark. A estreia mundial do filme aconteceu na mostra competitiva do Festival de Cannes 2025, onde ganhou o Prêmio do Júri. O lançamento do filme nos cinemas alemães acontecerá em 2025, a distribuidora no territorio alemão é a Neue Visionen.

## Sinopse
Uma fazenda isolada de quatro lados na região de Altmark. Por mais de um século, as paredes respiram a vida das pessoas que vivem aqui, seus gostos, seu estar no tempo. O longa conta a história de quatro mulheres de épocas diferentes – Alma (década de 1910), Erika (década de 1940), Angelika (década de 1980) e Nelly (década de 2020) – cujas vidas estão estranhamente interligadas. Cada um deles passa a infância ou a juventude nesta fazenda, mas, à medida que vagam pelo seu próprio presente, traços do passado se revelam a eles: medos não ditos, traumas reprimidos, segredos enterrados. Alma descobre que recebeu o mesmo nome de sua irmã falecida e acredita que deve seguir o mesmo destino. Erika se perde em um fascínio perigoso por seu tio deficiente. Angelika oscila entre o desejo pela morte e a sede pela vida, presa em um sistema familiar frágil. Por fim, Nelly, que cresce em aparente segurança, é assombrada por sonhos intensos e pelo fardo inconsciente do passado. Quando um evento trágico se repete na fazenda, os limites entre passado e presente começam a tremer.

## Produção

### Escolha de elenco
Mais de 1.400 garotas fizeram testes para os quatro personagens principais. Schilinski afirmou que a equipe de produção buscou garotas cujos rostos pudessem representar o período de cada personagem. O processo de seleção ocorreu ao longo de um ano e o elenco é composto por atores experientes e novatos. 

### Filmagens
As filmagens começaram em agosto de 2023.  O filme foi rodado ao longo de 34 dias em Neulingen e Vehlgast, ambos na Saxônia-Anhalt .   Para uma referência visual, a equipe de produção se inspirou nos trabalhos da fotógrafa americana Francesca Woodman . As filmagens foram concluídas em 2 de setembro de 2023. 

## Lançamento

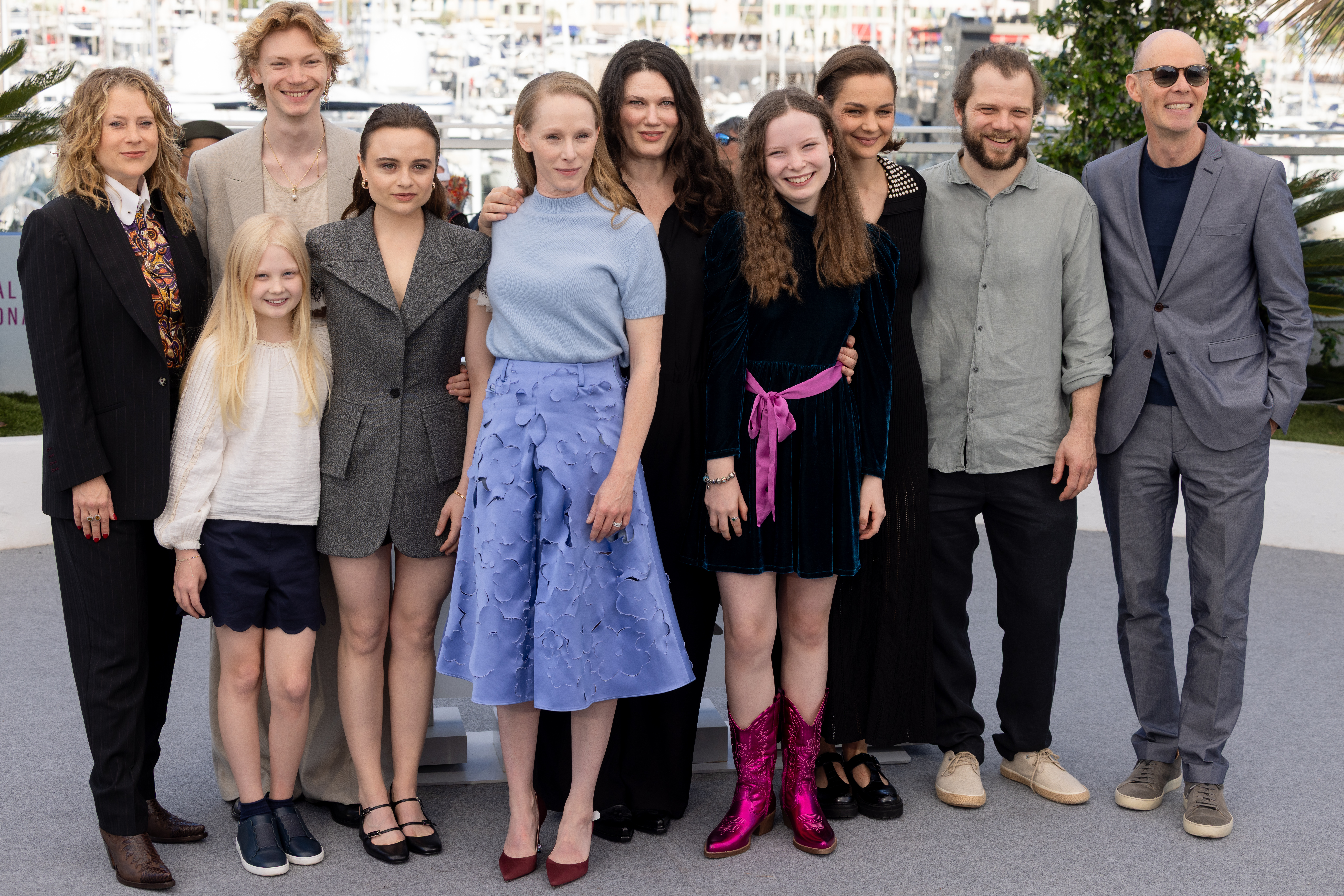
Diretora e elenco de In die Sonne schauen no Festival de Cannes 2025

O filme esteriou em 14 de maio de 2025, na mostra competitiva do Festival de Cannes 2025. Antes disso, havia sido liberado um clip promocional em 13 de maio do mesmo ano. Em Cannes, o longa conquistou o prêmio do juri, empatando com sirât de Óliver Laxe.
Em  Abril de 2025, a MK2 Films compre o direito de negociação dos direitos internacionais do filme. Na Alemanha, o filme tem distribuição da Neue Visionen. Na América do Norte, Reino Unido, Irlanda, Turquia e Índia, os direitos são da Mubi.

## Recepção
No agregador de críticas Rotten Tomatoes, o longa estreiou com 93% das 27 criticas eram positivas, uma media de 7.9/10.

### Prêmios e indicações
| Ano  | Cerimônia          | Categoria      | Receptor          | Resultado | Ref.   |
| ---- | ------------------ | -------------- | ----------------- | --------- | ------ |
| 2025 | Festival de Cannes | Palma de Ouro  | Mascha Schilinski | Indicado  | [ 15 ] |
| 2025 | Festival de Cannes | Prêmio do Júri | Mascha Schilinski | Venceu    | [ 15 ] |